# Cyryl III (arcybiskup Cypru)
Cyryl III (ur. 1859 w Prastio, zm. 1933) – zwierzchnik Cypryjskiego Kościoła Prawosławnego w latach 1916–1933.

## Życiorys
Był jednym z najpoważniejszych kandydatów na arcybiskupa Cypru po śmierci Sofroniusza III, uzyskał poparcie cypryjskiej greckojęzycznej elity intelektualnej. O urząd rywalizował z metropolitą Kition Cyrylem. Między zwolennikami obydwu hierarchów dochodziło nawet do walk ulicznych, a w 1908 Brytyjczycy wprowadzili z tego powodu stan wyjątkowy na Cyprze. Metropolita Kirenii reprezentował, w odróżnieniu od kontrkandydata, umiarkowane poglądy polityczne. Za jego kandydaturą opowiedział się również patriarcha Konstantynopola, poproszony o rozstrzygnięcie sporu. Wierni uniemożliwili jednak intronizację metropolity Kirenii i ostatecznie to Cyryl (Papadopoulos) objął urząd arcybiskupi i pozostał na nim do śmierci. Jego rywal objął urząd jako jego następca.
Kontynuował politykę Cyryla II w zarządzaniu Kościołem. Obok działalności typowo religijnej angażował się w ruch narodowy Greków cypryjskich, szczególnie troszczył się o rozwój szkół prowadzonych przez Kościół.
W czasie sprawowania przezeń urzędu w 1931 wybuchło powstanie pod hasłem unii Cypru z Grecją (enosis). O jego współorganizację zostali oskarżeni metropolici Kition i Kirenii, Nikodem i Makary. Hierarchowie ci zostali następnie wygnani z wyspy, przez co niemożliwą stała się praca Świętego Synodu Kościoła. W rezultacie po śmierci Cyryla III w 1933 wybór jego następcy miał miejsce dopiero w 1947.
Pochowany w Nikozji. W 2010 jego grób stał się przedmiotem aktu wandalizmu.